# Đài Truyền hình Kỹ thuật số VTC
Đài Truyền hình Kỹ thuật số VTC, còn gọi là Đài Truyền hình Kỹ thuật số Việt Nam, gọi tắt là VTC hay Đài VTC, là một đài truyền hình thành viên của Đài Tiếng nói Việt Nam (VOV). Đây là đài truyền hình đầu tiên tại Việt Nam phát sóng truyền hình kỹ thuật số và truyền hình kỹ thuật số mặt đất. Tuy không phải là đài truyền hình quốc gia nhưng VTC lại được phủ sóng toàn quốc và thực hiện chức năng nhiệm vụ tuyên truyền về mọi mặt kinh tế, chính trị, xã hội như một đài truyền hình quốc gia.

## Tên gọi
Tên gọi tắt chính thức của Đài hiện nay là VTC, được bắt nguồn từ tên gọi tắt của Công ty Đầu tư và Phát triển Công nghệ truyền hình Việt Nam (tiếng Anh: Vietnam Television Technology Investment and Development Company). Đây cũng chính là công ty đặt nền móng cho sự phát triển của Đài VTC. Từ năm 2006, Công ty được tổ chức lại thành Tổng công ty Truyền thông Đa phương tiện VTC (tên giao dịch quốc tế: VTC - Multimedia Corporation), tên gọi tắt vẫn là VTC. Sau khi tách khỏi Tổng công ty Truyền thông Đa phương tiện VTC, tên gọi tắt của đài vẫn được giữ nguyên đến khi kết thúc hoạt động.

## Trụ sở của Đài qua các thời kỳ
Từ 2004 đến 2014, trụ sở của Đài đặt tại 65 Lạc Trung, quận Hai Bà Trưng, Hà Nội. Từ năm 2014 đến 2025, trụ sở của Đài đặt tại 23 Lạc Trung, quận Hai Bà Trưng, Hà Nội (dùng chung trụ sở với Tổng công ty VTC).

## Lịch sử
Ngày 1 tháng 7 năm 2001, Công ty Đầu tư và Phát triển Công nghệ truyền hình Việt Nam phát sóng thử nghiệm 8 chương trình truyền hình trong nước và quốc tế trên kênh tần số 26 UHF dựa trên nền tảng truyền hình số mặt đất chuẩn DVB-T, có ý nghĩa quan trọng để Chính phủ làm căn cứ hoạch định Chiến lược phát triển ngành Truyền hình Việt Nam theo công nghệ kỹ thuật số tiên tiến theo Đề án “Số hóa truyền dẫn, phát sóng truyền hình mặt đất đến năm 2020”. Người đặt nền móng cho sự phát triển truyền hình số VTC là tiến sĩ Thái Minh Tần, nguyên Chủ tịch Hội đồng quản trị, nguyên Tổng giám đốc Tổng công ty Truyền thông Đa phương tiện VTC.
Ngày 19 tháng 8 năm 2004, nhằm quản lý và kiểm soát nội dung của các chương trình quốc tế, Ban biên tập Truyền hình Kỹ thuật số được thành lập với đội ngũ biên tập chỉ gần 50 người. Ngày này được xem là ngày thành lập Đài Truyền hình Kỹ thuật số VTC.
Cuối năm 2005, VTC tham gia truyền hình trực tiếp Đại hội thể thao Đông Nam Á lần thứ 23, đánh dấu lần đầu tiên VTC thực hiện sản xuất các chương trình thể thao. Sau này, VTC dần trở thành thế lực lớn trong làng truyền thông Việt Nam khi liên tục có được bản quyền các sự kiện thể thao lớn của Việt Nam và thế giới như Giải vô địch bóng đá thế giới 2006, Giải vô địch bóng đá Đông Nam Á 2007, Cúp bóng đá châu Á 2007 (khi Việt Nam là một trong bốn nước chủ nhà) và đặc biệt độc quyền phát sóng Giải bóng đá Ngoại hạng Anh ba mùa giải liên tiếp từ 2007 đến 2010.
Ngày 4 tháng 1 năm 2006, theo quyết định số 01/2006/QĐ-BBCVT của Bộ Bưu chính - Viễn thông (nay là Bộ Thông tin & Truyền thông), Công ty Đầu tư và Phát triển Công nghệ truyền hình Việt Nam được tổ chức lại thành Tổng công ty Truyền thông Đa phương tiện VTC (tên gọi tắt vẫn là VTC), mở rộng ngành nghề kinh doanh, đồng thời tái tổ chức Ban biên tập Truyền hình Kỹ thuật số thành Đài Truyền hình Kỹ thuật số VTC trên cơ sở sáp nhập Ban biên tập Truyền hình Kỹ thuật số, Trung tâm Truyền hình kỹ thuật số mặt đất và một số đơn vị trực thuộc Công ty. Kể từ đây Đài là đơn vị thành viên trực thuộc Tổng công ty VTC.
Ngày 7 tháng 7 năm 2008, Báo điện tử VTC News chính thức được thành lập, đến nay đã trở thành một trong những tờ báo điện tử có số lượng độc giả theo dõi hàng đầu Việt Nam.
Cuối năm 2008, Đài Truyền hình Kỹ thuật số VTC triển khai dịch vụ truyền hình số độ nét cao, trong đó có việc phát sóng ba kênh thuần Việt và năm kênh nước ngoài theo định dạng truyền hình độ nét cao (HDTV).
Trong hai năm 2009 và 2010, VTC triển khai ba kênh truyền hình đặt hàng của Chính phủ gồm: VTC10 - Kênh truyền hình Đối ngoại (Bộ Ngoại giao), VTC14 - Kênh phòng chống và giảm nhẹ tác động của thiên tai, hiểm họa, phục vụ cộng đồng (Bộ Tài nguyên & Môi trường) và VTC16 - Kênh truyền hình Nông nghiệp, Nông thôn, Nông dân (Bộ Nông nghiệp & Phát triển nông thôn). Cùng với VTC1, các kênh truyền hình này trở thành những kênh truyền hình chủ lực của VTC. Từ năm 2012, bốn kênh VTC1, VTC10, VTC14, VTC16 được Chính phủ chọn là các kênh truyền hình thiết yếu của quốc gia.
Năm 2012, VTC chính thức ra mắt kênh YouTube lấy tên là kênh VTC14. Đến ngày 5 tháng 9 năm 2013, VTC chính thức ra mắt kênh VTC Tube, kênh truyền hình đầu tiên của Việt Nam phát sóng trên mạng xã hội YouTube với nhiều nội dung hấp dẫn.
Nhằm nâng cao vị thế của Đài Truyền hình Kỹ thuật số VTC cũng như giúp Tổng công ty VTC tập trung được nguồn lực và sự chỉ đạo vào ngành nghề kinh doanh chính, từ ngày 1 tháng 1 năm 2014, Đài VTC chính thức tách khỏi Tổng công ty VTC, trở thành cơ quan sự nghiệp trực thuộc Bộ Thông tin & Truyền thông theo Nghị định 132/2013/NĐ-CP ngày 16 tháng 10 năm 2013 của Chính phủ.
Cuối năm 2014, trong bối cảnh được Văn phòng Quốc hội giao nhiệm vụ triển khai kênh truyền hình chuyên biệt về Quốc hội, Đài Tiếng nói Việt Nam đề xuất sáp nhập Đài Truyền hình Kỹ thuật số VTC vào VOV nhằm huy động nguồn lực triển khai kênh truyền hình Quốc hội. Trên cơ sở quy hoạch quản lý và phát triển báo chí toàn quốc đến năm 2025 cũng như định hướng Đài Tiếng nói Việt Nam trở thành cơ quan truyền thông đa phương tiện của Chính phủ, ngày 2 tháng 6 năm 2015, Đài Truyền hình Kỹ thuật số VTC chính thức sáp nhập vào Đài Tiếng nói Việt Nam, đánh dấu bước phát triển mới khi Đài trở thành bộ phận của cơ quan báo chí quốc gia.
Từ ngày 9 tháng 6 năm 2017, Đài Truyền hình Kỹ thuật số VTC thử nghiệm phát sóng truyền hình độ nét siêu cao 4K trên sóng DVB-T2 tại thủ đô Hà Nội và từ ngày 21 tháng 6 cùng năm, VTC đã triển khai phát sóng miễn phí một số chương trình được sản xuất theo tiêu chuẩn 4K trên hệ thống truyền hình số mặt đất DVB-T2 tại các tỉnh và thành phố khác như: Hà Nội, Hải Phòng, Thái Bình, Sơn La, Nghệ An, Hà Tĩnh, Đà Nẵng, Phú Quốc, Cần Thơ, Long An, Thanh Hóa và Bình Dương cùng với các tỉnh lân cận. Các chương trình này được phát trên kênh VTC HD1. Tối 30 tháng 11 năm 2017, Đài VTC kết thúc giai đoạn đầu của lộ trình phát sóng truyền hình 4K tại Việt Nam sau hơn 5 tháng thử nghiệm thành công.
Từ ngày 1 tháng 1 năm 2018, Đài VTC ra mắt bộ nhận diện mới trên tất cả hoạt động và các kênh sóng của nhà Đài.
Ngày 24 tháng 4 năm 2018, VTC chính thức ra mắt Hệ thống phân phối nội dung đa phương tiện VTC Now, hứa hẹn tạo nên sự khác biệt so với các ứng dụng truyền hình OTT khác trên thị trường.
Ngày 30 tháng 10 năm 2020, Đài VTC cùng Công ty cổ phần Tập đoàn Rindo Việt Nam chính thức giới thiệu dòng ti vi mang tên VTC Now Rindo. Đây là sản phẩm TV thông minh đầu tiên tại Việt Nam ra đời với sự hợp tác giữa một đài truyền hình và một doanh nghiệp công nghệ, điện tử.
Vào ngày 5 tháng 12 năm 2024, chính phủ thông báo bắt đầu quá trình sắp xếp cơ quan báo chí thuộc Chính phủ, trong đó: Truyền hình VTC sẽ dừng phát sóng và chấm dứt hoạt động trước ngày 15 tháng 1 năm 2025, chuyển toàn bộ chức năng và nhiệm vụ của kênh có liên quan đến VTV.

### Những dấu mốc quan trọng
- 1993: Xí nghiệp dịch vụ bảo hành phát thanh truyền hình INTEDICO, thuộc Đài Truyền hình Việt Nam, được đổi tên thành Công ty Đầu tư và Phát triển Công nghệ truyền hình Việt Nam. Đây là doanh nghiệp đặt nền móng cho sự hình thành và phát triển của truyền hình số Việt Nam sau này.
- 1996: VTC thành lập trung tâm truyền hình cáp MMDS (Công ty cổ phần điện tử và truyền hình cáp Việt Nam - CEC, tiền thân của VTVCab ngày nay) trên cơ sở được tách ra từ trung tâm bảo hành phát thanh truyền hình với chức năng nhiệm vụ phát sóng 4 kênh chương trình VIBA trên hệ thống MMDS trên hệ thống truyền hình cáp hữu tuyến đầu tiên tại Việt Nam đến năm 2012.
- 1999: Ông Thái Minh Tần được bầu làm tổng giám đốc công ty VTC.
- 2000: Bắt đầu quá trình thử nghiệm và triển khai truyền hình kỹ thuật số tại Việt Nam.
- Tháng 7 năm 2001: Phát sóng thử nghiệm truyền hình kỹ thuật số DVB-T1 trên kênh 26 UHF với 8 chương trình của các kênh VTV1, VTV2, VTV3, HTV7, HTV9, CCTV-4, OPT1, CCTV-8...
- 2003: Khởi công tòa nhà văn phòng tại 65 Lạc Trung, được sử dụng đến năm 2018, đồng thời chọn VTC làm bộ nhận diện thương hiệu của đài.
- 19 tháng 8 năm 2004: Đài Truyền hình Kỹ thuật số VTC được thành lập. Phát sóng thử nghiệm 2 kênh VTC1 & VTC2 trên kênh 26 và 34 UHF, đồng thời khánh thành trụ sở 65 Lạc Trung, Hai Bà Trưng, Hà Nội
- Tháng 11 năm 2004: Chính thức phát sóng 2 kênh VTC1 - Kênh tổng hợp và VTC2 - Kênh Phim truyện, Thể thao với thời lượng khoảng 2 giờ/ngày.
- 2005: VTC tham gia tác nghiệp tại Đại hội Thể thao Đông Nam Á 2005. Đây là lần đầu tiên VTC tác nghiệp tại các sự kiện thể thao quốc tế. Đồng thời phát sóng thử nghiệm 2 kênh VTC1 và VTC2 trên hệ Analog từ 16h-22h mỗi ngày.
- Từ 6:00 ngày 31/12/2005 đến 6:00 ngày 01/01/2006: Thực hiện cầu truyền hình Việt Nam 24h trên VTC1 & VTC2
- Từ 6:00 ngày 28/01/2006 đến 0:00 ngày 31/01/2006: Thực hiện buổi phát sóng đặc biệt chào Xuân Bính Tuất 2006 trên VTC1 & VTC2. Buổi phát sóng chào Xuân thường niên này tiếp tục được thực hiện đến năm 2016, phá kỷ lục trước đó của Đài Truyền hình Việt Nam (VTV) vào buổi trưa ngày 31/12/1999 và cả ngày 01/01/2000 là 36 tiếng.[cần dẫn nguồn]
- Cuối năm 2008: Lên sóng các kênh VTC HD1, VTC HD2 và VTC HD3. Đây là ba kênh truyền hình thuần Việt đầu tiên được phát sóng theo định dạng truyền hình độ nét cao.
- 1 tháng 1 năm 2009: Thành lập trung tâm truyền hình HD.
- 1 tháng 1 năm 2010: Lên sóng chính thức kênh VTC14.
- 22 tháng 4 năm 2010: Lên sóng chính thức kênh VTC16.
- 2010-2012: VTC tự sản xuất, phát sóng và truyền dẫn nội dung cho một số kênh chương trình.
- 2013: Lựa chọn chuẩn DVB-T2 là chuẩn phát sóng số mặt đất mới của VTC.
- 1 tháng 1 năm 2014: Đài Truyền hình Kỹ thuật số VTC trở thành đơn vị trực thuộc Bộ Thông tin & Truyền thông.
- 2 tháng 6 năm 2015: Đài VTC chính thức trở thành thành viên của Đài Tiếng nói Việt Nam.
- 30 tháng 12 năm 2016: VTC dừng phát sóng truyền hình analog.
- Từ 6:00 ngày 27/01/2017 (30 tháng Chạp năm Bính Thân) đến 0:00 ngày 30/01/2017 (3 tháng Giêng năm Đinh Dậu): Phát sóng chương trình Tết đặc biệt Cùng vui Tết Việt, dài 66 tiếng đồng hồ. Chương trình Tết này tiếp tục được thực hiện đến năm 2020.
- 24 tháng 4 năm 2018: VTC ra mắt dịch vụ truyền hình ứng dụng VTC Now.
- Ngày 11 tháng 10 năm 2018: Đài VTC hoàn tất việc chuyển đổi toàn bộ cơ sở vật chất từ văn phòng 65 Lạc Trung sang trụ sở mới tại tòa nhà 23 Lạc Trung, Hà Nội.
- 31 tháng 12 năm 2018: Thực hiện chương trình đặc biệt chào năm mới dương lịch 2019 với tên gọi VTC Chào 2019.
- 21 tháng 8 năm 2019: Thực hiện chương trình cầu phát thanh và truyền hình đặc biệt nhân kỷ niệm 50 năm thực hiện Di chúc Hồ Chủ tịch với tên gọi Muôn vàn tình thương yêu.
- 30 tháng 10 năm 2020: Chính thức ra mắt dòng ti vi (TV) mang tên VTC Now Rindo, dưới sự hợp tác với Tập đoàn Rindo Việt Nam.
- Từ 5:57 ngày 11/02/2021 (30 tháng Chạp năm Canh Tý) đến 0:00 ngày 15/02/2021 (4 tháng Giêng năm Tân Sửu): Đài VTC cùng Kênh Truyền hình Đài Tiếng nói Việt Nam (VOVTV) phát sóng chương trình Tết đặc biệt với tựa đề Xuân hạnh phúc - Tết sẻ chia với thời lượng 90 tiếng 3 phút đồng hồ. Chương trình Tết này tiếp tục được thực hiện đến năm 2022.
- Từ 5:55 ngày 21/01/2023 (30 tháng Chạp năm Nhâm Dần) đến 0:00 ngày 25/01/2023 (4 tháng Giêng năm Quý Mão): Đài VTC cùng Kênh Truyền hình Đài Tiếng nói Việt Nam (VOVTV) phát sóng chương trình Tết đặc biệt với tựa đề Xuân hạnh phúc - Tết sum vầy với thời lượng 90 tiếng 5 phút đồng hồ. Chương trình Tết này tiếp tục được thực hiện đến năm 2024.
- Từ 0:00 ngày 15 tháng 1 năm 2025: Đài VTC cùng với Truyền hình Nhân Dân chính thức dừng hoạt động và chuyển giao nhiệm vụ, chức năng về Đài Truyền hình Việt Nam (VTV) theo Nghị quyết 18 của Bộ Chính trị và Kế hoạch 141 của Chính phủ về việc sắp xếp, tinh gọn tổ chức bộ máy.[9]

## Cơ cấu tổ chức

### Lãnh đạo Đài
- Giám đốc: Ông Trần Đức Thành (từ 2019) [10]
- Phó Giám đốc: 
  1. Ông Nguyễn Văn Bình (từ 2007)
- Giám đốc qua các thời kỳ
  1. Ông Hoàng Vĩnh Bảo - Giám đốc Đài Truyền hình Kỹ thuật số VTC (2012 – 2014)
  2. Ông Nguyễn Thanh Lâm - Giám đốc Đài Truyền hình Kỹ thuật số VTC (2014 – 2016)
  3. Ông Nguyễn Kim Trung - Giám đốc Đài Truyền hình Kỹ thuật số VTC (2016 – 2019)
  4. Ông Trần Đức Thành - Giám đốc Đài Truyền hình Kỹ thuật số VTC (2019 – 2025)

### Các đơn vị nội dung
1. Trung tâm Điều phối chương trình
2. Trung tâm Nội dung số
3. Trung tâm Kỹ thuật truyền hình
4. Kênh Truyền hình Thời sự - Chính trị - Tổng hợp (VTC1)
5. Kênh truyền hình Khoa học - Công nghệ & Đời sống (VTC2)
6. Kênh truyền hình Văn hóa - Thể thao - Giải trí (VTC3)
7. Kênh truyền hình Thời trang & Cuộc sống (VTC4)
8. Kênh truyền hình Giải trí tổng hợp (liên kết với SCTV) (VTC5)
9. Kênh Truyền hình Thông tin - Giải trí dành cho khu vực Bắc Bộ (VTC6)
10. Kênh Truyền hình Thông tin - Giải trí tổng hợp (TodayTV) (VTC7)
11. Kênh Truyền hình Thông tin - Giải trí dành cho khu vực Nam Bộ (VTC8)
12. Kênh Truyền hình Thông tin - Giải trí dành cho mọi gia đình Việt (VTC9)
13. Kênh truyền hình Văn hóa Việt (VTC10)
14. Kênh truyền hình Thiếu nhi (VTC11)
15. Kênh truyền hình Giải trí tổng hợp (VTC12)
16. Kênh truyền hình Âm nhạc (VTC13)
17. Kênh truyền hình Thời tiết - Môi trường & Đời sống (VTC14)
18. Kênh truyền hình Nông nghiệp - Nông thôn - Nông dân (VTC16)
19. Báo điện tử VTC News
20. Trung tâm Truyền hình số VTC tại Đà Nẵng
21. Trung tâm Truyền hình số VTC tại Thành phố Hồ Chí Minh

### Các đơn vị tham mưu
1. Phòng Hành chính tổng hợp
2. Phòng Tổ chức - Nhân sự
3. Phòng Kế hoạch - Tài chính

### Các đơn vị kinh doanh, hợp tác
1. Trung tâm Quảng cáo
2. Trung tâm Hợp tác - Liên kết
3. Trung tâm Truyền dẫn phát sóng

## Các kênh truyền hình
Đài Truyền hình Kỹ thuật số VTC đã phủ sóng trên toàn lãnh thổ Việt Nam và toàn thế giới thông qua hầu hết các hạ tầng truyền dẫn phát sóng phổ biến như truyền hình mặt đất, truyền hình số vệ tinh, truyền hình cáp và truyền hình internet. Đài hiện có 13 kênh truyền hình quảng bá tự sản xuất và hợp tác sản xuất gồm: VTC1, VTC2, VTC3, VTC4, VTC5, VTC6, VTC7, VTC8, VTC9, VTC10, VTC11, VTC14, VTC16.

## Bê bối

### Vấn đề bản quyền
Trước khi dịch vụ truyền hình số vệ tinh K+ của Đài Truyền hình Việt Nam ra đời, VTC là đơn vị tiên phong trong việc độc quyền các sự kiện về văn hóa - thể thao. Kể từ cuối năm 2006, VTC đã mua được các bản quyền quan trọng gồm World Cup các câu lạc bộ thế giới, AFF Cup 2007, F1, Nam vương Thế giới, Hoa hậu Hoàn vũ, Copa America 2007 và đặc biệt là AFC Asian Cup 2007 khi Việt Nam là một trong 4 nước chủ nhà. Ngoài ra, VTC còn là đơn vị độc quyền ba mùa Giải bóng đá Ngoại hạng Anh từ 2007 đến 2010. Tuy nhiên, trong khoảng thời gian này, VTC đã vướng phải tranh chấp bản quyền với VTV trong việc độc quyền phát sóng cuộc thi Hoa hậu Thế giới 2006. Năm 2011, cùng với VTV, VTC bị lôi vào vòng xoáy tranh chấp bản quyền V-League 1, mùa bóng 2011 - 2012 với Truyền hình An Viên.

### Vấn đề tài chính
Sau khi tách khỏi công ty mẹ - Tổng Công ty Truyền thông đa phương tiện Việt Nam, Đài Truyền hình Kỹ thuật số VTC gặp nhiều khó khăn về mặt tài chính, đỉnh điểm là từ năm 2018. Theo đó, tính đến năm 2019, Đài nợ Bảo hiểm Xã hội thành phố Hà Nội 15 tỷ đồng, cùng với đó là việc chậm trả 3 tháng tiền lương của người lao động, cùng nhiều chi phí phải trả khác. Việc này đã khiến cho nhiều cán bộ công nhân viên buộc phải rời đài đi tìm công việc khác. Tình trạng khó khăn về tài chính của Đài VTC có nguyên nhân quan trọng từ việc chính Đài VTC cũng bị nợ kinh phí từ việc cung ứng dịch vụ truyền hình công ích. Tính đến tháng 7/2019, Đài VTC bị nợ, chậm, 18 tháng chưa được thanh toán từ ngân sách đối với kinh phí đặt hàng 3 kênh VTC10, VTC14, VTC16. Ngày 12/07/2019, ban lãnh đạo Tổng Công ty VTC đã đề xuất Bộ Thông tin & Truyền thông sớm kiến nghị Thủ tướng Chính phủ phê duyệt kết quả bàn giao tài sản Đài VTC từ Bộ TT&TT và Tổng công ty VTC sang Đài Tiếng nói Việt Nam (VOV); cùng với đó là việc chỉ đạo VOV cùng Đài VTC tiếp nhận và thực hiện các nghĩa vụ liên quan đến tài sản đã nhận và thực hiện trả nợ cho Tổng Công ty VTC. Trong các kế hoạch được đặt ra qua các năm 2019 và 2020 của Đài Tiếng nói Việt Nam đều đề cập đến những phương hướng giải quyết cho những vấn đề tồn đọng của VTC hiện nay

## Biểu trưng

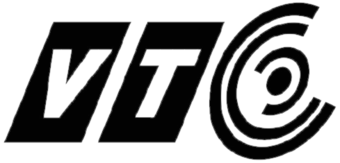
Logo sử dụng từ 19 tháng 8 năm 2004 đến 31 tháng 5 năm 2008
Logo sử dụng từ 1 tháng 6 năm 2008 đến 31 tháng 12 năm 2017
Logo sử dụng từ 1 tháng 1 năm 2018 đến 14 tháng 1 năm 2025

Kể từ 0 giờ ngày 1 tháng 1 năm 2018, Đài Truyền hình Kỹ thuật số VTC thay đổi bộ nhận diện mới trong mọi hoạt động của đài gồm phát sóng, quảng bá, truyền thông, xuất bản, in ấn và phát hành.

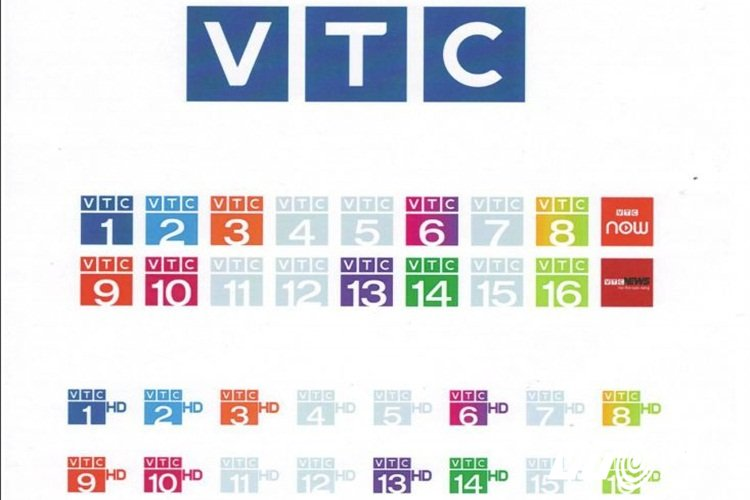
Mẫu nhận diện thương hiệu mới của VTC từ 1 tháng 1 năm 2018

Dựa trên biểu trưng VTC cũ, nhà thiết kế dựng thẳng những hình khối nghiêng đổ, sắp xếp cho ngay ngắn, chuẩn mực hơn, đồng thời sửa lại chữ C bị rối, tạo thành 3 hình khối đơn giản của biểu trưng mới (tương tự so với biểu trưng của BBC). Điều này vừa mang tính thân quen về bố cục tổng thể để không làm người xem bối rối vì sự lạ lẫm, vừa mang triết lý kế thừa và tiếp nối những thành công vừa qua và khoác lên mình diện mạo mới chuẩn bị cho một tầm vóc phát triển mới to lớn hơn trong tương lai; đồng thời phân biệt biểu trưng VTC của VOV với biểu trưng Công ty VTC
Biểu trưng mới của VTC bao gồm ba hình khối, tượng trưng cho ba màn hình thể hiện sự phát triển đa dạng phong phú mà truyền hình hướng tới trong tương lai, đón đầu nhu cầu khách hàng và tích cực thỏa mãn những sở thích của người xem.
Các nhóm màu trong hệ thống kênh VTC thể hiện rõ định hướng về nội dung với các cụm màu xanh cho các Kênh chính luận; cụm màu đỏ, vàng, cam, tím cho các Kênh văn hóa - giải trí và cụm màu ghi trắng cho các Kênh có mục tiêu hợp tác phát triển với những đối tác bên ngoài.
Với việc thay đổi bộ nhận diện này, Đài VTC xác định hướng đi mới, bước phát triển mới với tư cách là một thành viên của Đài Tiếng nói Việt Nam (VOV).